# Токболатов, Сираждин Насирович
Сиражди́н Наси́рович Токбола́тов (1923, с. Яхсай, Дагестанская АССР — 1998) — кумыкский поэт, писатель и журналист.

## Биография
Работал учетчиком, бригадиром в родном совхозе. В 1947 году закончил Хасавюртовское педучилище. Был первым секретарём райкома ВЛКСМ Хасавюртовского района.
Участник Великой Отечественной войны.
С 1950 года он работал в различных печатных органах, был редактором издания кумыкских книг в издательстве Дагучпедгиз (1953—1958), редактором альманаха «Дослукъ».
Являлся членом Союза писателей Дагестана и Союза журналистов СССР.
Автор книг «Утренние росы», «Волны», «Обновленные раны» и др.